# 大洋艦隊
大洋艦隊、または高海艦隊、大海艦隊（独: Hochseeflotte ホーホゼーフロッテ）は、第一次世界大戦におけるドイツ帝国海軍（Kaiserliche Marine）主力艦隊の呼称である。ヤーデ湾のヴィルヘルムスハーフェンを基地とした。本艦隊はイギリス近海を支配するイギリス海軍にとって脅威となり、戦争中イギリスのグランドフリートは北海から動くことが出来ず、他の戦域での多くの緊急任務が艦船の不足により実行されない結果となった（その代わり、大洋艦隊も北海から抜け出せなかった）。

## 第一次世界大戦

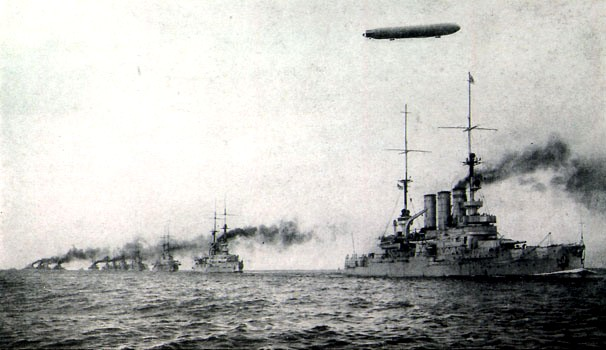
大洋艦隊の前弩級戦艦

大洋艦隊の艦船数はイギリス本国艦隊に対し2対3の割合で下回っていたが、開戦後間もなく北海における戦力比は同等になった。これはドイツが意図したものではなく、イギリスが他の多くの海域に艦船を分散したためであり、戦争終盤には戦力比はイギリス側に傾いていた。ドイツ海軍は艦隊どうしの直接戦闘のリスクを冒す気はなく、イギリス艦隊の一部をおびき出して分断・撃破することを狙い北海へ侵入する戦略を選んだ。しかし、ヘルゴラント・バイト海戦（1914年8月28日）、ドッガー・バンク海戦（1915年1月24日）およびユトランド沖海戦（1916年5月31日）で決定的勝利をあげることは出来ず、戦略的情勢が変わることはなかった。
その後イギリスの海上封鎖によりドイツの経済状況が悪化したため、ドイツ帝国海軍はイギリスに対し通商破壊作戦を行うことにより大西洋の戦いを勝利に導こうと無制限潜水艦作戦に注力するようになった。
1916年8月と1918年4月の2度の遠征をのぞき、大洋艦隊は現存艦隊主義の下、戦争の残りの間ドックの中に引きこもった。

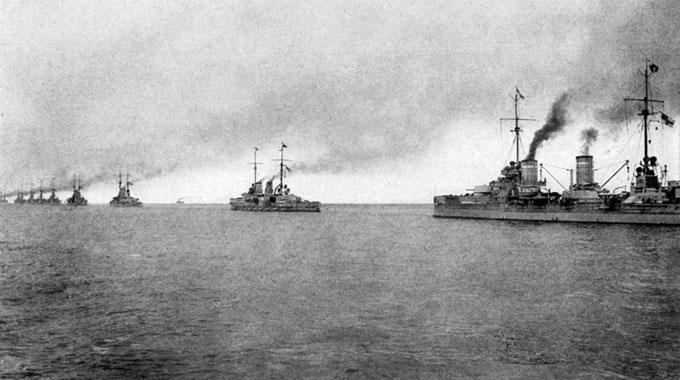
大洋艦隊の弩級戦艦

1918年10月、敗戦が決定的となり一般市民は飢餓に苦しむ中、ラインハルト・シェアはイギリス本国艦隊に対し決死の攻撃を行うことを決断した。攻撃計画が拒否されることが分かっていた彼は、それを帝国宰相マクシミリアン・フォン・バーデン公に告げなかった。しかし1918年10月29日にヴィルヘルムスハーフェンからの出撃命令が下されたとき、多くの水兵は命令を拒否したか、あるいは脱走した。計画は断念されたが、これらはキールの反乱、ドイツ革命、11月9日の帝国崩壊、および11月11日の休戦協定への引き金となった。

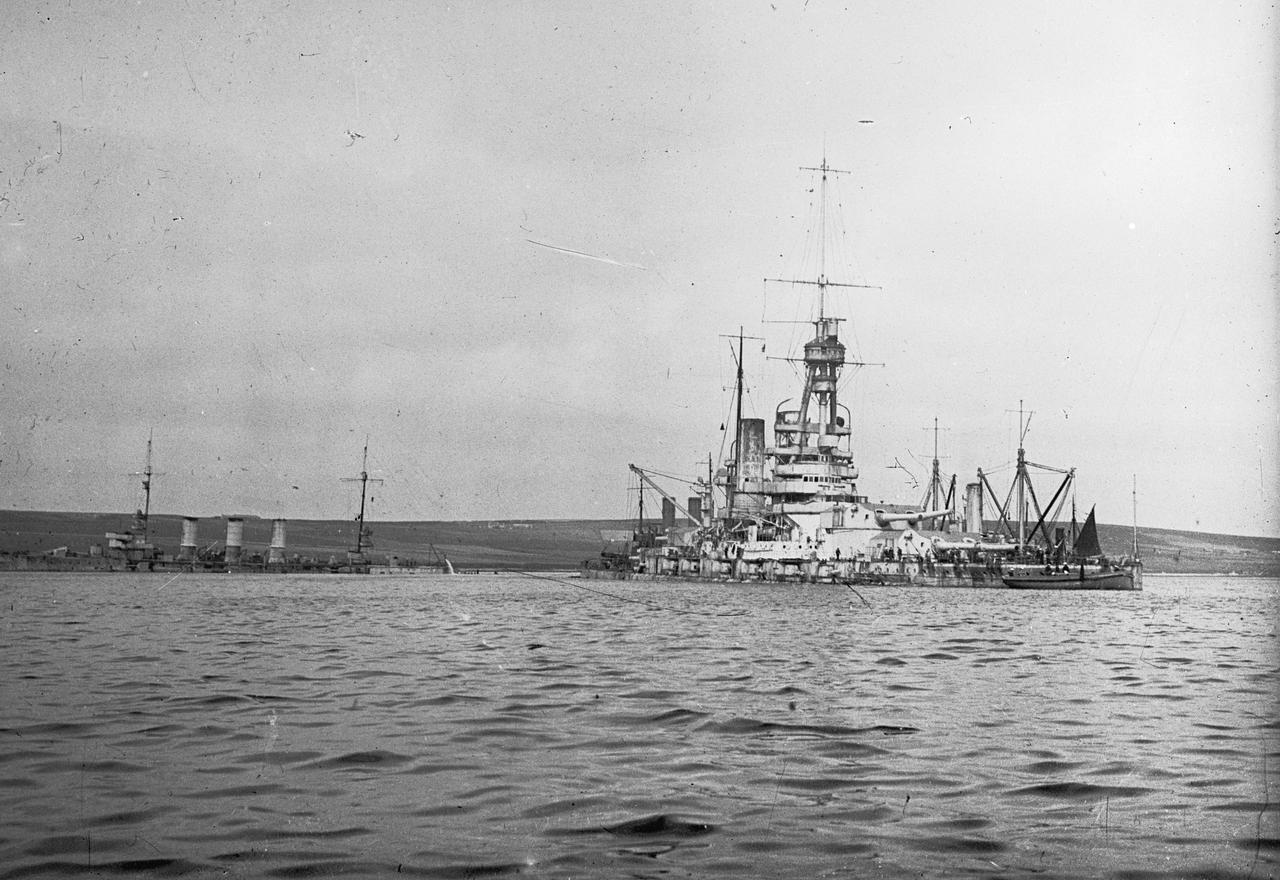
スカパ・フローにおける戦艦「バーデン」

休戦協定により、大洋艦隊はイギリス海軍の本拠地、オークニー諸島のスカパ・フローに抑留されることとなった。1918年11月21日、「ZZ作戦」により16隻の連合軍戦艦にエスコートされ、大洋艦隊の11隻の戦艦、5隻の巡洋戦艦、8隻の巡洋艦および48隻の駆逐艦が回航された。1919年6月21日、ルートヴィヒ・フォン・ロイター（de:Ludwig von Reuter）中将はそれら艦船がイギリスの手に渡るのをよしとせず、自沈させるよう命じた（スカパ・フローでのドイツ艦隊の自沈）。53隻の艦が沈み、沈没を防ごうとしたイギリス軍により9名のドイツ軍士官および水兵が殺された。彼らは第一次世界大戦の最後の犠牲者となった。ドイツ海軍最後にして最良の戦艦バイエルン級「バーデン」は後に浜に引き上げられ、広範囲に渡り分析された。
スウェーデンの歴史家アルフ・W・ヨハンソンは、ドイツ軍の大洋艦隊創設は戦略的大失敗の典型だと述べている。彼の著書『Europas krig』（ヨーロッパ戦争）によれば、
| 「 | ドイツ海軍元帥アルフレート・フォン・ティルピッツの大洋艦隊は、非常に大きな誤算だったことが証明された（うぬぼれ、過信、そして曖昧な軍事思想のたまもの）。それは政治的圧力をかける手段としても役に立たないということも分かった（イギリスをドイツ側に強制的に引き込む代わりにフランスに接近させる結果となった）。戦争が起こったとき、それは戦争の道具としては分不相応だった。 | 」 |

付け加えるとするならば、大洋艦隊は結果的にそれを創設した政治体制を転覆させる最後の道具として使用されたということである。

## 戦力
1914年8月戦争勃発時の戦力
| 艦種                                  | 数 |
| ------------------------------------- | -- |
| 戦艦（Schlachtschiffe）（ド級戦艦）   | 14 |
| 戦列艦（Linienschiffe）（前ド級戦艦） | 22 |
| 海防戦艦                              | 8  |
| 大型巡洋艦（巡洋戦艦）                | 4  |
| 大型巡洋艦（装甲巡洋艦）              | 7  |
| 小型巡洋艦                            | 12 |
| 駆逐艦・水雷艇（艦隊部門）            | 89 |
| Uボート                               | 19 |

戦艦、戦列艦および海防戦艦は6個戦隊、巡洋艦は5個群、駆逐艦・水雷艇は8個部隊、Uボートは2個小艦隊で編成された。加えて、小型巡洋艦と駆逐艦・水雷艇による4個沿岸守備艦隊が大洋艦隊に属した。

## 歴代司令官
- ハインリヒ・フォン・プロイセン（1907年 - 1909年）
- ヘニング・フォン・ホルツェンドルフ（ドイツ語版）（1909年 - 1913年）
- フリードリヒ・フォン・インゲノール（ドイツ語版）（1913年 - 1915年）
- フーゴー・フォン・ポール（ドイツ語版）（1915年 - 1916年）
- ラインハルト・シェア（1916年 - 1918年）
- フランツ・フォン・ヒッパー（1918年）

## 訳語について
この項目では区別のためHochseeflotteを大洋艦隊と訳したが、Hochseeはドイツ語で外洋を意味するため訳としては「外洋艦隊」が適当である。英語でも外洋に展開できる能力を持った艦隊をhigh sea fleetと呼称している。この場合のhigh seaは公海の意味だが、ひいては外洋の意味を持つ。この他に高海艦隊、大海艦隊という訳をした例もある。ドイツ語には複数の単語を結合して一つの単語を生み出す特徴があり、これからするとHochseeflotteは「Hoch」、「see」、「flotte」に分解できる。
Hochは高いを意味する形容詞、seeは海を意味する名詞、flotteは艦隊を意味する名詞である。
このことから、高海艦隊という訳はHochseeflotteの各単語を直訳したもの、大海艦隊はそれを意訳したものであると考えられる。しかし、求められた役割や目指していたところを考えると、外洋艦隊とするのが適当と考えることができる。

## 参考図書
- 「世界の艦船 1989年3月増刊　ドイツ戦艦史」（海人社）
- 「世界の艦船増刊　ドイツ巡洋艦史」（海人社）
- 「ドイツ海軍入門 広田厚司」（光人社）
- Beesly, Patrick (1984). Room 40: British Naval Intelligence, 1914–1918. Oxford: Oxford University Press. ISBN 0-19-281468-0
- Bennett, Geoffrey (2006). The Battle of Jutland. London: Pen and Sword Military Classics. ISBN 1-84415-300-2
- Campbell, John (1998). Jutland: An Analysis of the Fighting. London: Conway Maritime Press. ISBN 1-55821-759-2
- Gardiner, Robert; Chesneau, Roger, eds (1980). Conway's All the World's Fighting Ships, 1922–1946. Annapolis: Naval Institute Press. ISBN 0-87021-913-8
- Gardiner, Robert; Gray, Randal, eds (1984). Conway's All the World's Fighting Ships: 1906–1921. Annapolis: Naval Institute Press. ISBN 0-87021-907-3
- Gröner, Erich (1990). German Warships: 1815–1945. Annapolis: Naval Institute Press. ISBN 0-87021-790-9
- Halpern, Paul G. (1995). A Naval History of World War I. Annapolis: Naval Institute Press. ISBN 1-55750-352-4
- Herwig, Holger (1980). "Luxury" Fleet: The Imperial German Navy 1888–1918. Amherst: Humanity Books. ISBN 978-1-57392-286-9
- Heyman, Neil M. (1997). World War I. Westport: Greenwood Publishing Group. ISBN 0-313-29880-7
- Lambert, Nicholas (2012). Planning Armageddon. Cambridge: Harvard University Press. ISBN 978-0-67406-149-1
- Massie, Robert K. (2003). Castles of Steel. New York City: Ballantine Books. ISBN 978-0-345-40878-5
- “New Apparatus for Coaling Warships”. Industrial Magazine (Collingwood: The Browning Press) 6 (1):  65–66. (1907).
- Padfield, Peter (2005). The Great Naval Race: Anglo-German Naval Rivalry 1900–1914. Edinburg: Birlinn. ISBN 978-1-84341-013-3
- Sondhaus, Lawrence (2001). Naval Warfare, 1815–1914. London: Routledge. ISBN 978-0-415-21478-0
- Staff, Gary (2006). German Battlecruisers: 1914–1918. Oxford: Osprey Books. ISBN 1-84603-009-9
- Staff, Gary (2010). German Battleships: 1914–1918 (Volume 1). Oxford: Osprey Books. ISBN 978-1-84603-467-1
- Staff, Gary (2010). German Battleships: 1914–1918 (Volume 2). Oxford: Osprey Books. ISBN 978-1-84603-468-8
- Sweetman, Jack (1997). The Great Admirals: Command at Sea, 1587–1945. Annapolis: Naval Institute Press. ISBN 978-0-87021-229-1
- Tarrant, V. E. (1995). Jutland: The German Perspective. London: Cassell Military Paperbacks. ISBN 0-304-35848-7
- van der Vat, Dan (1986). The Grand Scuttle. Worcester: Billing & Sons Ltd. ISBN 0-86228-099-0
- Woodward, David (1973). The Collapse of Power: Mutiny in the High Seas Fleet. London: Arthur Barker Ltd. ISBN 0-213-16431-0